# براد ديفيس (لاعب كرة قاعدة)
براد ديفيس (بالإنجليزية: Brad Davis)‏ هو لاعب كرة قاعدة أمريكي، ولد في 29 ديسمبر 1982 في سان دييغو في الولايات المتحدة.

## وصلات خارجية
- براد ديفيس على موقع دوري كرة القاعدة الرئيسي (الإنجليزية)
- براد ديفيس على موقعبيزبول رفرنس.كوم (الدوري الرئيسي) (الإنجليزية)
- براد ديفيس على موقعبيزبول رفرنس.كوم (الدوري الثانوي) (الإنجليزية)
- براد ديفيس على موقع إي إس بي إن.كوم (أم.أل.بي) (الإنجليزية)
- براد ديفيس على موقع مشجعي الرسوم البيانية (الإنجليزية)